# FA Cup 1913-1914
La FA Cup 1913-1914 fu la quarantatreesima edizione del torneo calcistico più vecchio del mondo. Vinse per la prima volta il Burnley.

## Calendario
| Turno                           | Data                     |
| ------------------------------- | ------------------------ |
| Turno extra-preliminare         | Sabato 13 settembre 1913 |
| Turno preliminare               | Sabato 27 settembre 1913 |
| Primo turno di qualificazione   | Sabato 11 ottobre 1913   |
| Secondo turno di qualificazione | Sabato 1º novembre 1913  |
| Terzo turno di qualificazione   | Sabato 15 novembre 1913  |
| Quarto turno di qualificazione  | Sabato 29 novembre 1913  |
| Quinto turno di qualificazione  | Sabato 13 dicembre 1913  |
| Primo turno                     | Sabato 10 gennaio 1914   |
| Secondo turno                   | Sabato 31 gennaio 1914   |
| Terzo turno                     | Sabato 21 febbraio 1914  |
| Quarto turno                    | Sabato 7 marzo 1914      |
| Semifinali                      | Sabato 28 marzo 1914     |
| Finale                          | Sabato 25 aprile 1914    |

## Primo turno
| N. partita | Squadra casa            | Punteggio | Squadra trasferta      | Data            |
| ---------- | ----------------------- | --------- | ---------------------- | --------------- |
| 1          | Birmingham              | 2-1       | Southend United        | 10 gennaio 1914 |
| 2          | Burnley                 | 3-1       | South Shields          | 10 gennaio 1914 |
| 3          | Liverpool               | 1-1       | Barnsley               | 10 gennaio 1914 |
| Replay     | Barnsley                | 0-1       | Liverpool              | 14 gennaio 1914 |
| 4          | Preston North End       | 5-2       | Bristol Rovers         | 10 gennaio 1914 |
| 5          | Gillingham              | 1-0       | Blackpool              | 10 gennaio 1914 |
| 6          | Blackburn               | 3-0       | Middlesbrough          | 10 gennaio 1914 |
| 7          | Aston Villa             | 4-0       | Stoke                  | 10 gennaio 1914 |
| 8          | Sheffield Wednesday     | 3-2       | Notts County           | 10 gennaio 1914 |
| 9          | Bolton Wanderers        | 3-0       | Port Vale              | 10 gennaio 1914 |
| 10         | Wolverhampton Wanderers | 3-0       | Southampton            | 10 gennaio 1914 |
| 11         | West Bromwich Albion    | 2-0       | Grimsby Town           | 10 gennaio 1914 |
| 12         | Sunderland              | 9-0       | Chatham                | 10 gennaio 1914 |
| 13         | Derby County            | 1-0       | Northampton Town       | 10 gennaio 1914 |
| 14         | Swindon Town            | 1-0       | Manchester United      | 10 gennaio 1914 |
| 15         | Leicester Fosse         | 5-5       | Tottenham Hotspur      | 10 gennaio 1914 |
| Replay     | Tottenham Hotspur       | 2-0       | Leicester Fosse        | 15 gennaio 1914 |
| 16         | Newcastle United        | 0-5       | Sheffield United       | 10 gennaio 1914 |
| 17         | Manchester City         | 2-0       | Fulham                 | 10 gennaio 1914 |
| 18         | Queens Park Rangers     | 2-2       | Bristol City           | 10 gennaio 1914 |
| Replay     | Bristol City            | 0-2       | Queens Park Rangers    | 14 gennaio 1914 |
| 19         | Glossop                 | 2-1       | Everton                | 10 gennaio 1914 |
| 20         | Portsmouth              | 0-4       | Exeter City            | 10 gennaio 1914 |
| 21         | West Ham United         | 8-1       | Chesterfield           | 10 gennaio 1914 |
| 22         | Plymouth Argyle         | 4-1       | Lincoln City           | 10 gennaio 1914 |
| 23         | Bradford City           | 2-0       | Woolwich Arsenal       | 10 gennaio 1914 |
| 24         | Millwall                | 0-0       | Chelsea                | 10 gennaio 1914 |
| Replay     | Chelsea                 | 0-1       | Millwall               | 14 gennaio 1914 |
| 25         | Hull City               | 0-0       | Bury                   | 10 gennaio 1914 |
| Replay     | Bury                    | 2-1       | Hull City              | 14 gennaio 1914 |
| 26         | Leeds City              | 4-2       | Gainsborough Trinity   | 10 gennaio 1914 |
| 27         | Clapton Orient          | 2-2       | Nottingham Forest      | 10 gennaio 1914 |
| Replay     | Nottingham Forest       | 0-1       | Clapton Orient         | 14 gennaio 1914 |
| 28         | Oldham Athletic         | 1-1       | Brighton & Hove Albion | 10 gennaio 1914 |
| Replay     | Brighton & Hove Albion  | 1-0       | Oldham Athletic        | 14 gennaio 1914 |
| 29         | Crystal Palace          | 2-1       | Norwich City           | 10 gennaio 1914 |
| 30         | Bradford Park Avenue    | 5-1       | Reading                | 10 gennaio 1914 |
| 31         | Huddersfield Town       | 3-0       | London Caledonians     | 10 gennaio 1914 |
| 32         | Swansea Town            | 2-0       | Merthyr Town           | 10 gennaio 1914 |

## Secondo turno
| N. partita | Squadra casa            | Punteggio | Squadra trasferta       | Data            |
| ---------- | ----------------------- | --------- | ----------------------- | --------------- |
| 1          | Birmingham              | 1-0       | Huddersfield Town       | 31 gennaio 1914 |
| 2          | Burnley                 | 3-2       | Derby County            | 31 gennaio 1914 |
| 3          | Liverpool               | 2-0       | Gillingham              | 31 gennaio 1914 |
| 4          | Blackburn               | 2-0       | Bury                    | 31 gennaio 1914 |
| 5          | Bolton Wanderers        | 4-2       | Swindon Town            | 31 gennaio 1914 |
| 6          | Wolverhampton Wanderers | 1-1       | Sheffield Wednesday     | 31 gennaio 1914 |
| Replay     | Sheffield Wednesday     | 1-0       | Wolverhampton Wanderers | 4 febbraio 1914 |
| 7          | Sunderland              | 2-1       | Plymouth Argyle         | 31 gennaio 1914 |
| 8          | Sheffield United        | 3-1       | Bradford Park Avenue    | 31 gennaio 1914 |
| 9          | Manchester City         | 2-1       | Tottenham Hotspur       | 31 gennaio 1914 |
| 10         | Glossop                 | 0-1       | Preston North End       | 31 gennaio 1914 |
| 11         | West Ham United         | 2-0       | Crystal Palace          | 31 gennaio 1914 |
| 12         | Brighton & Hove Albion  | 3-1       | Clapton Orient          | 31 gennaio 1914 |
| 13         | Millwall                | 1-0       | Bradford City           | 31 gennaio 1914 |
| 14         | Leeds City              | 0-2       | West Bromwich Albion    | 31 gennaio 1914 |
| 15         | Exeter City             | 1-2       | Aston Villa             | 31 gennaio 1914 |
| 16         | Swansea Town            | 1-2       | Queens Park Rangers     | 31 gennaio 1914 |

## Terzo turno
| N. partita | Squadra casa        | Punteggio | Squadra trasferta      | Data             |
| ---------- | ------------------- | --------- | ---------------------- | ---------------- |
| 1          | Birmingham          | 1-2       | Queens Park Rangers    | 21 febbraio 1914 |
| 2          | Burnley             | 3-0       | Bolton Wanderers       | 21 febbraio 1914 |
| 3          | Blackburn           | 1-2       | Manchester City        | 21 febbraio 1914 |
| 4          | Aston Villa         | 2-1       | West Bromwich Albion   | 21 febbraio 1914 |
| 5          | Sheffield Wednesday | 3-0       | Brighton & Hove Albion | 21 febbraio 1914 |
| 6          | Sunderland          | 2-0       | Preston North End      | 21 febbraio 1914 |
| 7          | West Ham United     | 1-1       | Liverpool              | 21 febbraio 1914 |
| Replay     | Liverpool           | 5-1       | West Ham United        | 25 febbraio 1914 |
| 8          | Millwall            | 0-4       | Sheffield United       | 21 febbraio 1914 |

## Quarto turno
| N. partita | Squadra casa        | Punteggio | Squadra trasferta   | Data          |
| ---------- | ------------------- | --------- | ------------------- | ------------- |
| 1          | Liverpool           | 2-1       | Queens Park Rangers | 7 marzo 1914  |
| 2          | Sheffield Wednesday | 0-1       | Aston Villa         | 7 marzo 1914  |
| 3          | Sunderland          | 0-0       | Burnley             | 7 marzo 1914  |
| Replay     | Burnley             | 2-1       | Sunderland          | 11 marzo 1914 |
| 4          | Manchester City     | 0-0       | Sheffield United    | 7 marzo 1914  |
| Replay     | Sheffield United    | 0-0       | Manchester City     | 12 marzo 1914 |
| Replay     | Sheffield United    | 1-0       | Manchester City     | 16 marzo 1914 |

## Semifinali
| Manchester 28 marzo 1914, ore 15:00 | Burnley | 0 – 0 | Sheffield United | Old Trafford |

| Liverpool 1º aprile 1914, ore 15:00 | Burnley | 1 – 0 | Sheffield United | Goodison Park |

| Londra 28 marzo 1914, ore 15:00 | Liverpool | 2 – 0 | Aston Villa | White Hart Lane |

## Finale
| Arbitro: | Herbert Bamlett |

|                  |           |  |
| Bert Freeman 57’ | Marcatori |  |